# Mesobomba flavifascia
Mesobomba flavifascia là một loài bướm đêm trong họ Geometridae.